# Latinx

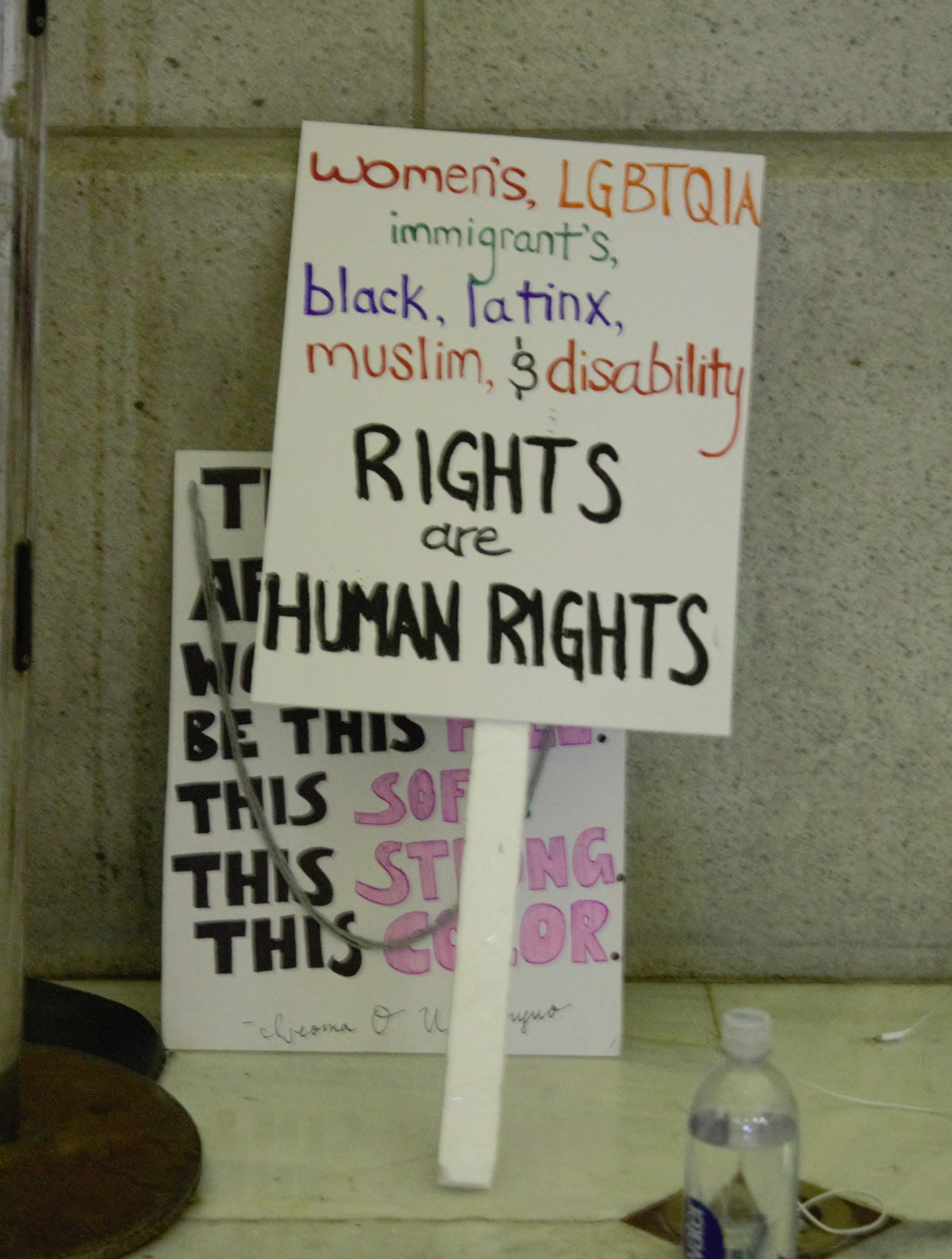
Placa na Marcha das Mulheres de Março, em Washington com o vocábulo "latinx". O letreiro diz: "direitos das mulheres, das pessoas LGBTQIA, imigrantes, negras, latinas, muçulmanas e das com deficiência são direitos humanos".

Latinx, latine e latin@ são neologismos gênero-neutro para se referir a pessoas de identidade étnica ou cultural latino-americana nos Estados Unidos, portanto, uma identidade de grupo usada exclusivamente na América do Norte.
O termo foi visto pela primeira vez online por volta de 2004. Ele tem sido usado nas mídias sociais por ativistas, estudantes e acadêmicos que procuram advogar por indivíduos que se desvencilham da binariedade de gênero. O termo tornou-se difundido nas universidades dos EUA em 2014.
Nos anos 2000, a categoria social dos latinos foi analisada de uma de três maneiras: etnorracial, como grupo étnico cultural ou como histórico familiar. A abordagem étnico-racial é contextual, destacando as análises de que os latinos vêm de uma variedade de raças diferentes e de diferentes partes da América Latina, que abrangem todas as categorias raciais padrão dos EUA. Essa é a abordagem adotada por Linda Martín Alcoff. O significado de latinx em um contexto étnico-racial específico depende da região em que se encontra e da proveniência da população — de um ou de outro país ou grupo de países da América Latina — cubanos, mexicanos e assim por diante. Devido a essa variabilidade e complexidade, Alcoff se refere aos latinos como etnorraça, pois, dependendo do contexto, os latinos funcionam algumas vezes como um grupo étnico e outras como um grupo racial.
As reações ao termo foram variadas. Os apoiadores dizem que isso gera maior aceitação entre latinos de gênero não binário. Apoiadores e detratores apontam o imperialismo linguístico como uma razão para apoiar ou opor-se, respectivamente, ao uso do termo. Críticos dizem que o termo não é gramatical e respeitoso para com a língua espanhola. Uma pesquisa de 2019 pesquisa revelou que 98% dos estadunidenses latinos e hispânicos preferem outros termos. Outra pesquisa do ‎‎Pew Research Center‎‎ em 2020 constatou que 23% dos adultos estadunidenses que se identificaram como hispânicos ou latinos/latinas estavam cientes do termo ‎‎latinx‎‎, e que desses, 65% disseram que não deveria ser usado para descrever seu grupo racial ou étnico.

## Vocábulos
O termo "latinx", com o plural sendo latinxs, é usado no lugar de latino ou latina e formado pelo emprego do sufixo ⟨-x⟩, que substitui o padrão terminando em ⟨-o/-a⟩ de substantivos e adjetivos que são típicas de gênero gramatical em espanhol. Latine, cujo plural é latines, tem encontrado menos aceitação que latinx e surgiu do uso da desinência ⟨-e⟩, tal como formulações semelhantes que incluem amigue ('amigo') e elle (éle). O termo latin@
, por sua vez, combina a forma escrita do ⟨-a⟩ e ⟨-o⟩ terminações e tem sido usado desde os anos 1990.
A categoria social também é referida por outros nomes sob formas neutras de gênero, incluindo hispânique, latina/o, chicanx, xicanx.
Muito embora latinx tenha origem primariamente gráfica, foram relatadas variantes de ressoletração ad hoc, como "latins", "latinks" ("latincs", /laˈt͡ʃĩːks/) e "lati-nequis" ("lati-nex", /laˈt͡ʃĩ.ne(j)s/). Os editores da Merriam-Webster supuseram que "havia pouca consideração sobre como deveria ser pronunciada quando foi criada". Latinge também foi sugerida, tendo base em sphinx se pronunciar esfinge.
A letra X serve para representar grupos diversos, como em inglês é o caso de womxn e folx, no lugar de woman/women e folks. A letra também faz alusão ao neopronome anglófono xe/xem, usado por pessoas não-binárias, não-conformes de gênero, transgêneras e genderqueer. Em 1952, Malcolm X mudou seu sobrenome de "Little", nome de donos de escravizados, para "X", representando a violência anti-negra embutida em seu sobrenome. Também usa-se X para algumas línguas indígenas que reconheciam terceiro gênero, como muxes. O X-gênero, por exemplo, no qual "X" seria uma identificação diferente de F, de feminino, e M, de masculino. Porém, no caso do termo womxn, ele foi considerado transfóbico e potencialmente racista, pois, ao incluir especificamente mulheres de cor, queer, trans, indígenas e negras, implicaria que estas não estariam incluídas na palavra woman/women originalmente.
Latinx foi considerado coisa de gente branca tentando anglicizar e desconstruir (tornar woke) o espanhol.

## História

### Origens e uso antecipado
O termo latinx surgiu do espanhol americano no início do século XXI e foi declarado usado pela primeira vez online em 2004. O termo ganhou popularidade nas mídias sociais e é usado principalmente por ativistas da comunidade e em ambientes de ensino superior por estudantes, professores, funcionários e alguns administradores que procuram advogar por indivíduos que vivem nos limites da identidade de gênero.
O termo surgiu para dar resposta "às circunstâncias em que existente estruturas da língua falhar articular valor de maneira adequada".
Salinas e Lozano (2017) afirmaram que o termo é influenciado pelas comunidades indígenas do México que tenham um terceiro gênero de função, tais como Juchitán de Zaragoza, a cidade de Oaxaca (ver também: sistema de gênero).
O termo muitas vezes refere-se especificamente para LGBT, pessoas ou para os jovens. Brian Latimer, um produtor em MSNBC que se identifica como não binário, diz que a aplicação do termo "mostra uma geração de divisão na comunidade Hispânica".:60 Um 2016 faculdade de artigo que dizia que o termo "foi varrendo campi universitários."

### Conscientização pública
O termo latinx cresceu em uso desde suas origens e entrou em uso popular no final de 2014.
Muitas pessoas se tornaram mais conscientes do termo, no mês seguinte ao disparo na boate de Orlando em junho de 2016; o Google Trends mostra que a procura por este termo subiu consideravelmente neste período. :60
Um 2016 NBC News relatório observou que era "difícil identificar" as origens do termo, mas descobriu que o uso foi "sem dúvida em ascensão em faculdades dos EUA". Um uso similar de 'x' no prazo Mx. pode ter sido uma influência ou modelo para o desenvolvimento de Latinx.
Na Universidade de Princeton, um grupo de estudantes chamado a Perspectiva Organizacional de Universidade de Princeton latinx foi fundada em 2016 para "unificar Princeton diversas latinx comunidade". Como de 2017, diversos alunos-executar as organizações, em outras instituições têm utilizado a palavra em seu título.
Em 2016, o termo apareceu em títulos de livros acadêmicos no contexto de estudos LGBT, a retórica e os estudos de composição, e quadrinhos estudos.
Em 26 de junho de 2019, durante o primeiro 2020 Partido Democrático debate presidencial, a palavra foi usada pelo candidato presidencial Elizabeth Warren, que USA Hoje chamado de "um dos mais elevados do perfil usos do termo, desde a sua concepção".
Um 2019 pesquisa revelou que apenas 2% dos residentes dos EUA de ascendência latino-americana preferiu usar Latinx, incluindo apenas 3% de 18-34 anos de idade.
Um 2020 estudo baseado em entrevistas com mais de 34 latinx/a/s estudantes dos EUA concluiu que eles "percebem a educação superior como um espaço privilegiado onde eles usam o termo latinx. Uma vez que eles retornam para suas comunidades, eles não usam o termo."

### Na literatura e na academia
Scharrón-del Río e Aja (2015), identificou o uso de Latinx em autores Beatriz Llenín Figueroa, Jaime Géliga Quiñones, Yuderkys Espinosa Miñoso e Adriana Gallegos Dextre. O termo também tem sido discutido em publicações Pastrana, Batalha & Harris (2016), Valdés (2017), e muitos outros.
Um 2020 análise descobriu "que a faculdade de comunidade de organizações profissionais têm não adotou o termo Latinx, até mesmo por organizações com um Latinx/a/s centrado missão", apesar de alguns periódicos acadêmicos e dissertações sobre faculdades comunitárias estavam usando.

## Recepção
Embora o latinx tenha sido chamado de "um reconhecimento da natureza excludente de nossas instituições, das deficiências nas estruturas linguísticas existentes e da linguagem como agente de mudança social", o termo também foi objeto de controvérsia. Os apoiadores dizem que isso gera maior aceitação entre os latinos não binários. O imperialismo linguístico tem sido usado tanto como base de crítica quanto de apoio. O termo foi criticado por alguns lexicógrafos e rejeitado em alguns dicionários por motivos gramaticais, e aceito por outros. Alguns argumentaram que o termo apoia o viés patriarcal, é antifeminista, baseado no politicamente correto, ou o criticou por ser difícil de pronunciar.
A Real Academia Espanhola, a principal autoridade sobre a língua espanhola, publicou um manual de estilo, em 2018, que rejeita o uso de -x e -e como alternativas de gênero neutro para o coletivo masculino finalizado em -o. Alguns se recusam a usar o termo, como latinx é difícil de pronunciar na língua espanhola.
Em 2019, o linguista João McWhorter observado que o uso de latinx não tinha pego, contrastando-o com o sucesso dos outros neologismos, tais como afro-americanos (nos anos 1980), ou o singular they. Ele argumentou que isso foi porque "Latinx pode resolver um problema [ex. que implica gênero], mas não é um problema que as pessoas que não são acadêmicas ou ativistas parecem encontrar mais urgentes do que eles fazem."

### Críticas
O termo Latinx tem sido criticado por ser usado quase exclusivamente nos Estados Unidos e por ser praticamente inexistente nos países de língua espanhola. Um artigo do HuffPost em 2016 declarou: "Muitos oponentes do termo sugeriram que o uso de um substantivo não relacionado ao gênero como Latinx é desrespeitoso com a língua espanhola e alguns até chamaram o termo de 'uma forma flagrante de imperialismo linguístico'". Em um artigo de 2017 para o Los Angeles Times, Daniel Hernandez escreveu "O termo é usado principalmente por uma minoria instruída, principalmente nos EUA".
Outro argumento contra o Latinx é que "apaga os movimentos feministas na década de 1970" que lutaram pelo uso da palavra Latina para representar as mulheres.
Hector Luis Alamo descreveu o termo como uma "escavação do espanhol". Em um artigo de 2015 para os rebeldes latinos, a Alamo escreveu: "Se despejarmos o Latino por Latinx porque ofende algumas pessoas, devemos continuar despejando palavras para sempre, pois sempre haverá algumas pessoas que acharão essas palavras ofensivas.
Nicole Trujillo-Pagán argumentou que o viés patriarcal é reproduzido em linguagem ostensivamente "neutra em termos de gênero" e afirmou: "Menos claro no debate (como se desenvolveu desde então) é como a substituição silencia e apaga lutas de longa data para reconhecer o significado da diferença de gênero e da violência sexual".

### Apoios
O termo latinx permite que aqueles que não se identificam no binário de gênero sejam vistos e aceitos se livrando do final de gênero de Latina/o, disse Yara Simón em Remezcla. Em espanhol e inglês, o sufixo "x cresceu no vácuo linguístico criado por uma cultura que valoriza a inclusão sobre as ideologias incorporadas em a e o". Alguns comentaristas, como Ed Morales, professor da Universidade de Columbia e autor do livro de 2018 Latinx: The New Force in American Politics and Culture, associam o termo às ideias de Gloria Anzaldúa, feminista chicana. Morales escreve que "a recusa em se adaptar aos binários de gênero masculino/feminino" é paralela "à recusa em se conformar a um binário racial". :61 Jeffrey Herlihy-Mera argumenta que "o gesto em direção à interseccionalidade linguística deriva de um sufixo dotado de uma interseção literal — x".
Defendendo o uso do termo contra os críticos que discutem o imperialismo linguístico, as professoras do Brooklyn College, María R. Scharrón-del Río e Alan A. Aja, argumentaram que a própria língua espanhola é uma forma de imperialismo linguístico para os latino-americanos.
Latinx foi um termo adicionado ao dicionário de inglês em popularidade.